# Десантно-вертолётные корабли-доки типа «Макассар»
Десантно-вертолётные корабли-доки типа «Макассар» — тип десантно-вертолётных кораблей-доков состоящих на вооружении ВМС Индонезии. Два корабля построено на судоверфи компании «Тэсун шипбилдинг» (г. Пусан, Республика Корея) и вступили в строй в 2007 году, ещё три построены компанией «ПТ Пал» (г. Сурабая, Индонезия).
Десантовместимость: 500 человек, 13 танков, 2 десантных катера.

## Модификации

### Предшественник
Контракт с южнокорейской компанией Dae Sun Shipbuildings & Engineering Co. Ltd на изготовление одного ДКВД стоимостью всего 35 млн. долларов был подписан в 2003 году. В 2004 году LPD 972 Tanjung Dalpele был введён в строй. В 2008 году переоборудован в госпитальное судно и переименован в BRS 990 Dr. Soeharso. Стандартное водоизмещение корабля 7300 т, полное водоизмещение 11394 т, длина 122 м.

### LPD 124
По сравнению с предыдущим проектом, длина корабля увеличилась до 124 метров. Личный состав, включая экипаж — 644 человека.

### LPD 124M
За счёт увеличения вертолетного ангара стало возможным базирование трех вертолетов. Численность личного состава увеличена с 644 человек до 771.

## Список кораблей
| Название              | Бортовой номер | Кем построен       | Проект   | Заложен    | Спущен на воду | Введен в строй | Примечания                         |
| --------------------- | -------------- | ------------------ | -------- | ---------- | -------------- | -------------- | ---------------------------------- |
| «Макассар» (Makassar) | 590            | «Тэсун шипбилдинг» | LPD 124  |            | 07.12.2006     | 29.04.2007     |                                    |
| «Сурабая» (Surabaya)  | 591            | «Тэсун шипбилдинг» | LPD 124  | 07.12.2006 | 23.03.2007     | 01.08.2007     |                                    |
| Banjarmasin           | 592            | PT PAL             | LPD 124  |            |                | 2009           |                                    |
| Banda Aceh            | 593            | PT PAL             | LPD 124  |            |                | 2011           |                                    |
| Semarang              | 594            | PT PAL             | LPD 124M |            |                | 21.01.2019     | Оборудован как госпитальное судно. |